# Феррейра, Антониу
Анто́ниу Ферре́йра (порт. António Ferreira; 1528, Лиссабон — 29 ноября 1569, Лиссабон) — португальский поэт и драматург эпохи Возрождения, один из представителей поэтической школы Франсишку Са де Миранды, один из основателей драматургии в португальской литературе середины XVI века как автор общепризнанного шедевра мировой литературы — трагедии «Каштру».

## Биография
Год рождения поэта определяется по последним трём стихам первого сонета Феррейры:
Dirás que a pezar meu foste fugindo
Reinando Sebastião, Rei de quatro annos,
Anno cincoenta e sete : eu vinte e nove.
Из этих строк следует, что в 1557 году, когда королём Португалии стал Себастьян I, Феррейре исполнилось 29 лет.
Сперва учился в Лиссабоне, изучая гуманитарные науки и языки, затем предположительно в 1549 году поступил в Коимбрский университет. Ж. А. Сарайва и Ошкар Лопеш отвели этому коимбрскому периоду 1543—1555 годы, когда гуманизм эпохи Возрождения в Португалии достиг своего апогея. Благодаря своим наставникам Феррейра получил, возможно, самое полное гуманистическое образование сравнительно со всеми португальскими поэтами 1500-х годов (киньентишташ порт. quinhentistas). Период обучения в Коимбре был самым плодотворным в его творческом пути, когда была создана бо́льшая часть лирических и драматических произведений. В 1556 году переехал в Лиссабон, заняв должность судьи (desembargador), которую исполнял последние два года своей короткой жизни.
Выступал глашатаем некоторых идей гуманизма, в частности, верховенства знания над происхождением и богатством при преобладании разума над храбростью.
Умер при эпидемии чумы в 1569 году.

## Творчество
Почти все родившиеся между 1520 и 1530 годом поэты развивали поэтические формы Возрождения, введённые Са де Мирандой, и поэтому считались его учениками. Однако Антониу Феррейра может расцениваться единственным в своём роде цельным гуманистом, противостоявшим литературной традиции и духу Контрреформации. Сарайва и Лопеш определили Феррейру в названии отведённой поэту главы как «обособленный ренессансный классик». Возможно, что эту изолированность Феррейры пояснил цитатой из пролога комедии «Бришту» составитель трёхтомного издания Жулиу де Каштилью (Júlio de Castilho), поместив её на титульном листе 1-го тома (биография и литературная критика произведений Антониу Феррейры): «Никто не смог доставить удовольствие всем и каждому; многие довольствовались тем, чтобы радовать многих. Автор сочтёт большой для себя честью удовлетворить немногих». Теофилу Брагу относил Антониу Феррейру к поэтической школе Франсишку Са де Миранды. В начале творческого пути, когда поэт не имел сведений о направленности итальянской школы, подражал Горацию и Вергилию. Вскоре после поступления в Коимбрский университет написал комедию «Бришту» (Bristo, 1553). До знакомства с Са де Мирандой переводил Анакреонта.
Брага проводил аналогию между Плеядой Ронсара и основанным Са де Мирандой движением португальских авторов 1500-х годов (киньентишташ). К этим поэтам примкнул Феррейра, когда в 1553 году сблизился с Са де Мирандой. Этому способствовала адресованная Са де Миранде елегия с утешениями и сочувствием по поводу гибели его сына (1553). В группу киньентишташ вошли Франсишку Са де Миранда, Антониу Феррейра, Диогу Бернардеш и его младший брат Фрей Агоштинью да Круш (Frey Agostinho da Cruz), Педру де Андраде Каминья (Pedro de Andrade Caminha), позднее Луиш де Камоэнс и другие ныне забытые поэты. Все они стали представителями так называемой новой поэтической школы (nova escola) и придерживались духа французской Плеяды.
В 1598 году сын поэта, Мигэл Лейте Феррейра (Miguel Leite Ferreira), опубликовал посмертную антологию отца «Лузитанские стихи» (Poemas Lusitanos). Все сочинения данного сборника — сонеты, оды, элегии, эклоги, эпиталамы, поэтические письма, эпиграммы, эпитафии, «Легенда о святой Комбе Долин», а также две комедии («Бришту», «Ревнивец») и трагедия «Каштру» — были созданы по итальянским, древнеримским и древнегреческим образцам.
Лирические сочинения обладают разной степени достоинствами. Менее интересны сонеты, повторяющие общие места поэзии в духе Петрарки. Столь же незначительны как эклоги в манере Вергилия или Саннадзаро, так и элегии в стиле древнегреческих авторов. Наибольшую ценность представляют оды в подражании Горацию — первые такого рода в португальской литературе, и сверх того — поэтические письма. В этих двух жанрах Феррейра высказывал своё творческое кредо, показал себя значительным автором и наиболее совершенным португальским теоретиком XVI века, исчерпывающе выразившим гуманистические ценности, особенно в области литературы. Письма и оды были адресованы современникам: собратьям по перу Педру де Андраде Каминье, Диогу Бернардешу, Са де Миранде, Франсишку де Са де Менезешу, а также значительным историческим личностям, включая короля Себастьяна.
Наиболее значимым аспектом творчества Феррейры стал его вклад в развитие португальского театра при попытках ввести классическую античную драматургию, в особенности трагедию, на португальском языке. Самым известным сочинением стала трагедия в 5 актах «Каштру» (Castro, позднее полное название Tragédia muy sentida e Elegante de Dona Inês de Castro, испанизированное название «Кастро»; первая постановка в Коимбре около 1550 года, первая публикация 1587 года)), расцениваемая самой удачной во всей Западной Европе попыткой по возрождению древнегреческой трагедии. В основу пьесы легла трагическая история любви инфанта, будущего короля Педру I, и Инеж де Каштру. Создана в стихах с задействованием хора древнегреческой драмы, опубликована посмертно одним из сыновей в 1587 году. Автор использовал в трагедии кардинальное новшество, создав её белым стихом, что получило продолжение только в XVIII веке португальскими аркадийцами, участниками лиссабонской литературной академии Лузитанская Аркадия. В 1577 году в составе сборника «Первые испанские трагедии» был опубликован испаноязычный вариант пьесы, существенно переработанный Херонимо Бермудесом. Позже трагедия была переведена на английский (1825), французский и немецкий языки. Комедии Феррейры были впервые опубликованы в 1622 году. Во второй половине XVI века не допускались к публикации произведения без получения трёх разрешений (лицензий): от Святой инквизиции, клира соответствующего диоцеза и короля. Таким образом цензура препятствовала или затрудняла издания произведений многих известных авторов, в списке которых стояло и имя Антониу Феррейры.
Также известен как автор литературной обработки легенды о святой Комбе Долин (Lenda de Santa Comba dos Vales), повествющей о прекрасной пастушке, в которую влюбился мавританский король по прозвищу «Ослоухий» (Orelhão), правивший в районе нынешнего Ламаш-де-Орельян.
К. Михаэлис де Вашконселуш для антологии «100 лучших поэтических произведений португальского языка» из сочинений Антониу Феррейры отобрала 2 стихотворения: 54. Aos bons engenhos и 55. Сонет на смерть своей жены (Soneto á morte de sua mulher — Марии Пиментел Maria Pimentel).

## Издания
Первое печатное издание 1598 года
- Ferreira A. Poemas lusitanos : do doutor Antonio Ferreira dedicado por seu filho Miguel Leite Ferreira ao Principe D. Phillippe, nosso senhor :  [порт.] / António Ferreira. — 1.ª edição. — Lisboa : Pedro Crasbeeck, 1598. — ([4], 240, [4] f.) 496 p.
- Ferreira A. Castro : tragedia do doutor Antonio Ferreira :  [порт.] / António Ferreira. — 1.ª edição. — Lisboa : Pedro Crasbeeck, 1598. — 69 p.
- Ferreira A. Antonio Ferreira poeta quinhentista : Estudos biographico-litterarios por Júlio de Castilho :  [порт.] : in 3 vol. / António Ferreira / Júlio de Castilho. — Rio de Janeiro : Garnier, 1875. — Vol. 1. — 269 p.
- Ferreira A. Antonio Ferreira poeta quinhentista : Estudos biographico-litterarios por Júlio de Castilho :  [порт.] : in 3 vol. / António Ferreira / Júlio de Castilho. — Rio de Janeiro : Garnier, 1875. — Vol. 2. — 293 p.
- Ferreira A. Antonio Ferreira poeta quinhentista : Estudos biographico-litterarios por Júlio de Castilho :  [порт.] : in 3 vol. / António Ferreira / Júlio de Castilho. — Rio de Janeiro : Garnier, 1875. — Vol. 3. — 225 p.
- Ferreira A. Soneto // As cem melhores poesias (líricas) da lingua portuguesa : Escolhidas por Carolina Michaëlis de Vasconcelos :  [порт.] / António Ferreira / Carolina Michaëlis de Vasconcellos. — Lisboa ● Rio de Janeiro ● Paris ● Berlin ● Bruxelles ● Lausanne ● London & Glasgow : Ferreira ● Da Silva e C. ● A. Perche ● Wilhelm Weicher ● Émile Groenveldt ● Edwin Frankfurter ● Gowans & Gray, Ltd, 1910. — P. 168. — xx + 236 p.